# Hysterostegiella quercea
Hysterostegiella quercea är en svampart som först beskrevs av François Fautrey och Lambotte och som fick sitt nu gällande namn av B. Hein 1983. 
Hysterostegiella quercea ingår i släktet Hysterostegiella, ordningen disksvampar, klassen Leotiomycetes, divisionen sporsäcksvampar och riket svampar. Inga underarter finns listade i Catalogue of Life.